# Pedicularis glabra
Pedicularis glabra là loài thực vật có hoa thuộc họ Cỏ chổi. Loài này được McVaugh & Mellich. mô tả khoa học đầu tiên năm 1975.